# Cricotopus tricinctus
Cricotopus tricinctus är en tvåvingeart som först beskrevs av Johann Wilhelm Meigen 1818.  Cricotopus tricinctus ingår i släktet Cricotopus och familjen fjädermyggor. Arten är reproducerande i Sverige. Inga underarter finns listade i Catalogue of Life.